# Ваннер
Ванне́р (фр. Vannaire) — коммуна во Франции, находится в регионе Бургундия. Департамент коммуны — Кот-д’Ор. Входит в состав кантона Шатийон-сюр-Сен. Округ коммуны — Монбар.
Код INSEE коммуны — 21653.

## Население
Население коммуны на 2010 год составляло 62 человека.
| 1962 | 1968 | 1975 | 1982 | 1990 | 1999 | 2010 |
| ---- | ---- | ---- | ---- | ---- | ---- | ---- |
| 49   | 45   | 43   | 36   | 38   | 37   | 62   |

## Экономика
В 2010 году среди 40 человек трудоспособного возраста (15—64 лет) 33 были экономически активными, 7 — неактивными (показатель активности — 82,5 %, в 1999 году было 66,7 %). Из 33 активных жителей работали 32 человека (18 мужчин и 14 женщин), безработной была 1 женщина. Среди 7 неактивных 4 человека были учениками или студентами, 2 — пенсионерами, 1 был неактивным по другим причинам.